# Амонијум-нитратни експлозив
Амонијум-нитратни еxплозив или (ANFO, AN/FO) је високо експлозивна мешавина и у широкој употреби је као индустријска експлозивна смеша у расутом стању. Састоји се од 94% порозног амонијум нитрата (NH4NO3) (AN), који делује као оксидационо средство и апсорбент за гориво, и 6% лож уља број 2 (FO). Употреба АНФО настала је 1950-их.
АНФО чини око 90% од 2,7 милиона тона (6 милијарди фунти) експлозива који се годишње користи у Северној Америци. Нашао је широку примену у ископавању угља, каменоломима, рударству руде метала и грађевинарству, где његова ниска цена и једноставност употребе могу надмашити предности других експлозива, као што су водоотпорност, равнотежа кисеоника, већа брзина детонације. АНФО се такође широко користи у ублажавању опасности од лавина.

## Историја
АНФО експлозиви су измишљени касних 1950-их , али проналазач је непознат и не постоје патенти за производни процес. Међутим, у Северној Америци у то време, Роберт Акер и Мелвин Кук су имали бројне патенте за јефтине експлозиве који су комбиновали амонијум нитрат са разним супстанцама. Конкретно, Кук је у канадским минама користио експлозиве направљене од релативно лако доступних сировина као што су амонијум нитрат, вода и агенс за сензибилизацију, а неко је мешао амонијум нитрат са дизелдоступним лаким уљем. Пошто није патентиран, брзо се проширио из Северне Америке у остатак света. Производња је почела у Јапану 1964. године.
Пошто је сигурнији и јефтинији од динамита, његова употреба се брзо проширила за подземно минирање ломљеног камена и других материјала. У почетку су постојећи произвођачи динамита производили и паковали их појединачно као динамит. Међутим, ово не би искористило предности неотворених рупа, тако да је индустрија за минирање почела да га производи, транспортујући га у расутом стању, на пример у врећама, до места минирања и убризгавајући га у рупу за минирање. Штавише, изменама и допунама Закона о контроли експлозива омогућено је коришћење мобилних машина за производњу, а садашњом производњом ђубрива на месту минирања од амонијум нитрата и дизел уља, постало је могуће у потпуности уживати у предностима АНФО-а.
АНФО је 1973. године постао упоредив у производњи са динамитом. Криволов који користи овај материјал је раширен у неким регионима и тешко га је контролисати јер је материјал доступан свуда.
То је једно од најјефтинијих експлозива које користе терористи, и често се користи као примарни експлозив у нападима као што су аутомобилске бомбе и импровизоване експлозивне направе. (Норвешки терористички напади, итд.)

## Добијање
Амонијумнитрат се добија директним спајањем синтетичког амонијака и синтетичке азотне киселине, по једначини:
Завршна фаза добијања амонијумнитрата обухвата управљање раствора у отвореним котловима или вакууму. Управљањем у вакууму добија се ситније искристалисани амонијумнитрат, који је погоднији за производњу експлозива.
АНФО се обично припрема на месту употребе мешањем пелета амонијум нитрата и дизел горива. Код веће количине горива долази до непотпуног сагоревања услед недостатка кисеоника , док је са мањом количином горива експлозивна снага смањена. Уместо горива може се користити лож уље, керозин, а за повећање осетљивости и снаге може се користити алуминијумски прах. АНФО је релативно неосетљив, тако да детонира само када се користи друго примарно експлозивно пуњење (појачивач детонатора). Као и амонијум нитрат, АНФО је високо хигроскопан, тако да није погодан за употребу у влажном окружењу или у присуству воде.

## Хемија
Хемија АНФО детонације је реакција амонијум нитрата са дуголанчаним алканом (CnH2n+2) да би се формирао азот, угљен диоксид и вода. У идеалној стехиометријски уравнотеженој реакцији, АНФО се састоји од око 94,5% AN и 5,5% FO по тежини. У пракси се додаје благи вишак лож уља, јер премало дозирање доводи до смањених перформанси, док предозирање само доводи до више испарења након експлозије. Када су услови детонације оптимални, поменути гасови су једини производи. У практичној употреби, такве услове је немогуће постићи, а експлозије производе умерене количине токсичних гасова као нпр. угљен моноксида и азотних оксида (NOx).
Компонента горива АНФО је типично дизел, али се уместо тога користи керозин, угљена прашина, тркачко гориво или чак меласа. Алуминијум у фином праху у смеши ће га сензибилисати да лакше детонира.

### Експлозивна својства
АНФО је веома неосетљив, што га чини терцијарним експлозивом (или "средством за експлозију"). Без сензибилизатора, не може се детонирати типичним детонатором (као што је бр. 8) за експлозију са малом количином примарног експлозива у себи. Мора се користити већа количина секундарног експлозива, познатог као прајмер или појачивач. Историјски су коришћени један или два штапа динамита; Тренутна пракса је да се користе Товекс или ливени појачивачи пентолита (ТНТ / ПЕТН или сличне композиције).
АНФО је технички јак експлозив по томе што се разлаже детонацијом, а не дефлаграцијом при брзини већој од брзине звука у материјалу, али ниска осетљивост значи да уопште није регулисана као таква. АНФО има умерену брзину у поређењу са другим индустријским експлозивима, мерење 3.200 м/с у пречнику 130 мм (5 инча), неограничено, на температури околине. Описан је као неидеалан високи експлозив, јер је његова брзина експлозива далеко од термодинамичког идеала због његове порозности и фазног одвајања његове две компоненте.
Брзина детонације експлозива је од 2.500 до 3.500 m/s, у зависности од услова затварања, а развој топлоте је око 4000 kJ/kg. АНЦ експлозиви се детонирају детонатором, појачалом или великом количином почетног експлозива.

## Састав
У чистом облику амонијумнитрат садржи: 34%N,5%H i 60%O od чега се 20% налази у слободном стању.

## Опште
Амонијумнитрат је беличаст ситно искристалисан прах. Густина кристалног амонијумнитрата је 1,725g/cm3, тачка топљења 170 °C. Хигроскопан је. Сразмерно је мало осетљив према удару и трењу. У топлој води се лако раствара. амонијумнитрат (AN) представља слаб експлозив, а изванредан оксиданс. При експлозији 1g AN добије се 0,2g кисеоника. Топлота експлозије је око 1430kJ/kg, радна способност 160–230 cm3, брзина детонације 1500–4200 m/s, температура експлозије 1500 °, запремина гасних продуката 980l/kg. Критични пречник зависи од гранулације кристала и креће се од 100-300 mm.

## Употреба
Амонијумнитрат се употребљава за производњу амонијум-нитратских експлозива разних врста и као додатак неким нитроглицеринским експлозивима. У новије време производи се гранулисани амонијумнитрат, који се користи за производњу амонијумнитратских-уљних експлозивних смеша (АN-FO смеша). Гранулисани амонијумнитрат одликује се великом порозношћу (око 0,7 cm3/g), што га чини подесним за израду AN-FO смеша.

### Индустријска употреба
У рударској индустрији, термин АНФО посебно описује мешавину чврстих честица амонијум нитрата и дизел горива. Постоје и други експлозиви засновани на АНФО хемији; најчешће се користе емулзије. Они се разликују од АНФО у физичком облику који реактанти узимају. Најзначајнија својства емулзија су водоотпорност и већа запреминска густина.
Док је густина чистог кристалног амонијум нитрата 1700 kg/m³, појединачне капсуле експлозивног AN мере приближно 1300 kg/m³. Њихова мања густина је због присуства малог сферног ваздушног џепа унутар сваке чаше: ово је примарна разлика између AN који се продаје за минирање и оног који се продаје за пољопривредну употребу. Ове празнине су неопходне за сензибилизацију АНФО: оне стварају такозване „вруће тачке“.  Алуминијум у фином праху се може додати у АНФО да би се повећала и осетљивост и енергија; у комерцијалној употреби, међутим, ово је пало у немилост због трошкова.
АНФО има насипну густину од око 840 kg/m³. У апликацијама за површинско рударство, он се обично утоварује у бушотине помоћу наменских камиона који мешају AN и FO компоненте непосредно пре него што се производ изда. У апликацијама за подземно рударство, АНФО се обично пуни дувањем.
AN је високо хигроскопан, лако упија воду из ваздуха. У влажним срединама, апсорбована вода омета њену експлозивну функцију. AN је потпуно растворљив у води; као такав не може се утоварити у бушотине које садрже стајаћу воду. Када се користи у условима влажног рударства, мора се уложити значајан напор да се уклони стајаћа вода и угради облога у бушотину; генерално је продуктивније користити водоотпорни експлозив као што је емулзија.

### Паравојна употреба
АНФО је коришћен 1970. године када су протести студената постали насилни на Универзитету Висконсин-Медисон, који су научили како да направе и користе АНФО из књижице Одељења за заштиту природе Висконсина под насловом Пробијање кроз рупе за дивље животиње,  што је резултирало у Стерлинг холу бомбардовање.
АНФО је нашироко користио ФЛНЦ (Национално ослободилачки фронт Корзике), заједно са експлозивом F15. Пет контејнера од по 500 килограма (1.100 фунти) сваки је употребљено да диже у ваздух зграду Пореске управе у Бастији 28. фебруара 1987.
АНФО ауто-бомбу је усвојила Привремена ИРА 1972. године, а до 1973. године Троублес је трошио 21.000 килограма (47.000 фунти) амонијум нитрата за већину бомби. Волонтерске снаге Улстера (Улстер Волунтеер Форце (УВФ)) су такође користиле АНФО бомбе, често мешајући гелигнит као појачивач, у бомбашким нападима у Даблину и Монагану маја 1974. у којима су погинуле 34 особе и повређено скоро 300, АНФО ауто-бомбе су коришћене у Даблину. Такође су га користиле групе као што су Револуционарне оружане снаге Колумбије и ЕТА. Године 1992. Схининг Патх је извршио Бомбашки напад на Тарату у Лими, Перу, коришћењем две АНФО камион бомбе.
Софистициранија варијанта АНФО (амонијум нитрат са нитрометаном као горивом, названа АННМ) је коришћена у бомбардовању Оклахома Ситија 1995. године.
Бомбашки напади у Шиђаџуангу (кинески: 靳如超爆炸案 or 石家庄"3·16"特大爆炸案) потресли су град Шиђаџуанг, Кина, 16. марта 2001. Укупно 108 људи је погинуло, а 38 је повређено када је, у кратком времену, неколико АНФО бомби експлодирало у близини четири стамбене зграде.
У новембру 2009, влада Северозападне граничне провинције (НВФП) Пакистана увела је забрану на ђубрива амонијум сулфата, амонијум нитрата и калцијум амонијум нитрата у окрузима Горњи Дир, Доњи Дир, Сват, Читрал и Малаканд (бивши Малаканд Дивизија) ,након извештаја да су те хемикалије милитанти користили за прављење експлозива.
У априлу 2010. године, полиција у Грчкој запленила је 180 kg АНФО и другог сродног материјала сакривеног у скровишту у атинском предграђу Кареас. Верује се да је материјал повезан са нападима које је раније извела терористичка група "Револуционарна борба".
У јануару 2010. председник Авганистана Хамид Карзаи је такође издао декрет о забрани употребе, производње, складиштења, куповине или продаје амонијум нитрата, након што је истрага показала да су милитанти из талибанске побуне користили ту супстанцу у бомбашким нападима.
Дана 22. јула 2011., АННМ експлозив обогаћен алуминијумским прахом, укупне величине 950 kg (150 kg алуминијумског праха), повећавајући снагу рушења за 10–30% у односу на обични АНФО, коришћен је у бомбардовању Осла.
Дана 13. априла 2016, двојица осумњичених припадника ИРА заустављена су у Даблину са 67 kg АНФО.
Дана 6. марта 2018, 8 чланова екстремно десничарске неонацистичке групе Цомбат 18 ухапшено је у Атини, Грчка, оптужених за вишеструке нападе на имигранте и активисте. Имали су 50 kg АНФО код себе.

## Предности и недостаци
Амонијум-нитратни експлозив или руски назив Игданит је развијен почетком 1950-их истовремено и независно у низу земаља — СССР-у, САД . Руско име је формирано од скраћенице назива развијача — Институт за рударство Академије наука СССР (руски: Институт за рударство Академије наука СССР — ИГДАН).

### Предности
- Отпорност на воду (није хигроскопан).
- Јефтиноћа
- Лакоћа производње

### Недостаци
- Ниска експлозивност

## Регулатива
У већини јурисдикција, амонијум нитрат не мора бити класификован као експлозив за транспортне сврхе; то је само оксидант. Миге обично припремају АНФО на лицу места користећи исто дизел гориво које покреће њихова возила. Иако се теоретски могу користити многа горива, ниска испарљивост и цена дизела чине га идеалним.
АНФО је у већини услова неосетљив на детонатор, тако да је законски класификован као агенс за експлозију (терцијарни експлозив) а не као јак експлозив.
Амонијум нитрат се широко користи као ђубриво у пољопривредној индустрији. Такође се налази у инстант хладним паковањима. У многим земљама, његова куповина и употреба су ограничени на купце који су добили одговарајућу лиценцу, из разлога да не би дошло до злоупотребе ђубрива јер у саставу ђубрива има амонијака који би потенцијално могао да се искористи као јак експлозив.

## Катастрофе
Непомешани амонијум нитрат се може експлозивно разградити и одговоран је за неколико индустријских катастрофа, укључујући следеће:
- 1921. Експлозија Оппау у Немачкој.
- 1947. Катастрофа Тексас Ситија, Тексас.
- 2004. Катастрофа Рионгцхон у Северној Кореји.
- 2011. Норвешки напади у Ослу, Норвешка.
- 2013. Експлозија компаније Вест Фертилизер Цомпани у Весту, Тексас.
- 2015. Експлозије у Тјенђину.
- 2020. Експлозија у Бејруту.

Опасности по животну средину укључују еутрофикацију у затвореним водама и контаминацију подземних или површинских вода нитратима/гасним уљем.

## Нотес
1. ↑  It was found by the IRA, in response to using low-brisance AN fertilizers, that "hot spots" can be created by blending powdered sugar into the ANFO mixture, effectively sensitizing the mixture to mining-standard prilled ammonium nitrate effectiveness in which the interaction of the detonation front with a spherical void concentrates energy. Blasting-grade AN prills are typically between 0.9 and 3.0 mm in diameter.